# センチメンタルヤスコ
『センチメンタルヤスコ』は、劇団CORNFLAKESによる日本の演劇作品、およびそれを原作とした2012年に公開された日本映画。

## 概要
意識不明で入院した女性とその恋人だった7人の男性の間を巡るサスペンス作品。作・演出は堀江慶。2006年7月15日 - 7月22日に堀江が主宰する劇団CORNFLAKESの旗揚げ作品として東京芸術劇場小ホール2にて上演。中村亀鶴、小田茜、小田井涼平、椿隆之、松山鷹志、芽映はるか、田中優樹らが出演。2009年6月23日 - 7月1日には同劇団の第5回公演「センチメンタルヤスコ2009」として笹塚ファクトリーにて再演された。

## あらすじ
何者かによって首を絞められ、意識不明で救急病院に搬送され入院したヤスコ。容疑者として浮上した彼女の恋人だった7人の男が病院に呼び出され、次々と彼女の過去や謎が明らかになっていく。

## 映画
2012年4月21日よりユーロスペースほかで公開。『ベロニカは死ぬことにした』の堀江慶監督が自ら主宰する劇団の舞台劇を映画化。コメディ色の強かった舞台版から一転し、人間の奥深い心理や闇に焦点を当てた作品となっている。主演は岡本あずさで、本作が映画初単独主演作となる。

### キャスト
- ハタヤスコ / 黒澤東花（キャバクラ嬢）：岡本あずさ
- 山仲刑事：池田成志
- 天童純平（元寿司屋）：滝藤賢一
- 弓永聡（カリスマ実業家）：和田正人
- 駒形和樹（キャバクラ店員）：高木万平
- 横山晶（引きこもりの盗聴魔）：我妻三輪子
- 赤城宗久（元バブルの不動産王）：坂田聡
- 小林大吉（エアコン設備工）：仁科貴
- 宮川一朗太
- 蜷川みほ
- 内田慈
- 森山栄治
- 北代高士
- 飯島圭介（塾講師）：山崎一

### スタッフ
- 原作・脚本・監督：堀江慶
- 企画・製作：吉田正大
- エグゼグティブ・プロデューサー：平山英昭
- ラインプロデューサー：中林千賀子
- 撮影：藤本光明
- 照明：松本憲人
- 録音：シネマ サウンド ワークス
- 編集：鈴木真一
- 音楽：三枝伸太郎
- 美術・装飾：飯原広行、岩本一成
- ヘアメイク：坂本美由紀
- 衣裳：馬場恭子
- 助監督：落合崇
- 制作担当：武田祥
- 製作プロダクション：CORNFLAKES
- 制作協力：ブースタープロジェクト
- 協力：SEA Design、pyxis
- 配給・宣伝：る・ひまわり

### 主題歌
- May J.「Only one」（rhythm zone / アルバム『SECRET DIARY』収録）